# Yasuyuki Kuwahara
Yasuyuki Kuwahara (n. 22 decembrie 1942, Hiroshima, Japonia – d. 1 martie 2017, Hiroshima, Japonia) a fost un fotbalist japonez.

## Statistici
| Japonia | Japonia | Japonia |
| An      | Meciuri | Goluri  |
| ------- | ------- | ------- |
| 1966    | 4       | 2       |
| 1967    | 1       | 1       |
| 1968    | 2       | 1       |
| 1969    | 4       | 1       |
| 1970    | 1       | 0       |
| Total   | 12      | 5       |